# Glikmanius
Glikmanius — рід ктенакантових, який мешкав у кам'яновугільному періоді Північної Америки та Росії. В основу роду покладено цілий екземпляр із Небраски, США. Glikmanius названо на честь російського палеонтолога доктора Леоніда Глікмана, який вивчав рід і був «першим, хто припустив його ктенакантиформну спорідненість».

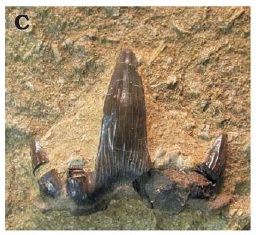
Зуби

## Види
- Glikmanius culmenis Koot, Cuny, Tintori & Twitchett, 2013
- Glikmanius occidentalis Leidy, 1859
- Glikmanius myachkovensis Lebedev, 2001
- Glikmanius careforum Hodnett et al. 2024